# ساسم أسود الخشب
ساسم أسود الخشب أو الخشب الأسود الأفريقي (الاسم العلمي:Dalbergia melanoxylon) هو نوع من النباتات يتبع جنس الساسم من الفصيلة البقولية.